# Богоявлення (присілок)
Богоявлення (рос. Богоявленье) — присілок в Старицькому районі Тверської області Російської Федерації.
Населення становить 9 осіб. Входить до складу муніципального утворення сільське поселення станція Стариця.

## Історія
Від 2005 року входить до складу муніципального утворення сільське поселення станція Стариця. Раніше населений пункт належав до Мартьяновського сільського округу.

## Населення
1. Н/Д[2]